# Andrew Cozzens

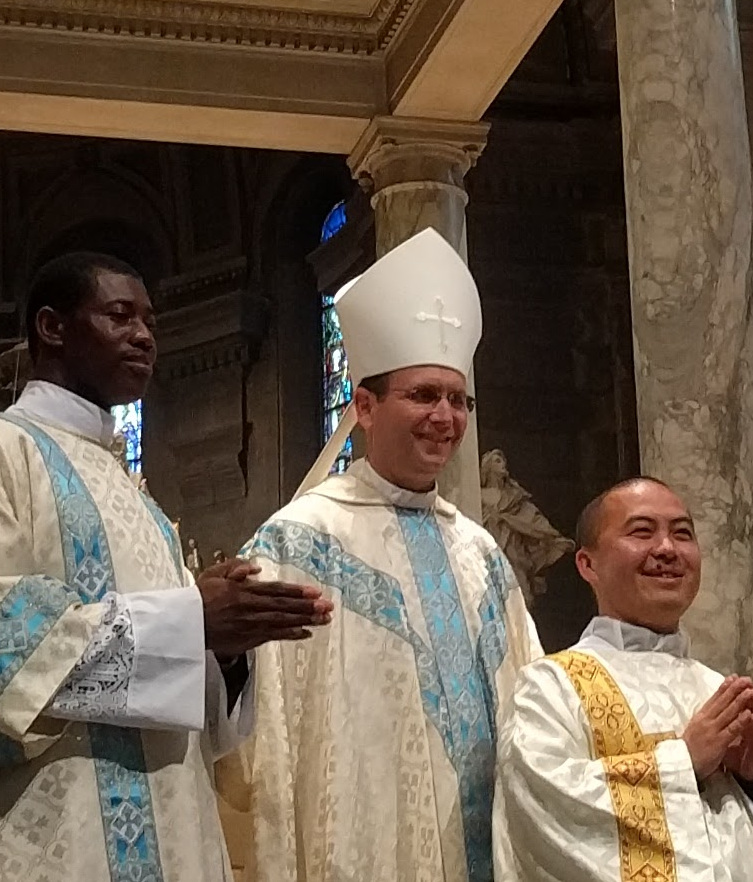
Andrew Cozzens (Mitte, 2017)

Wappen von Andrew Harmon Cozzens als Weihbischof in Saint Paul and Minneapolis

Andrew Harmon Cozzens (* 3. August 1968 in Stamford, Connecticut) ist ein US-amerikanischer Geistlicher und römisch-katholischer Bischof von Crookston. 

## Leben
Andrew Cozzens empfing am 31. Mai 1997 das Sakrament der Priesterweihe.
Papst Franziskus ernannte ihn am 11. Oktober 2013 zum Titularbischof von Bisica und zum Weihbischof in Saint Paul and Minneapolis. Die Bischofsweihe spendete ihm der Erzbischof von Saint Paul and Minneapolis, John Clayton Nienstedt am 9. Dezember desselben Jahres. Mitkonsekratoren waren der emeritierte Erzbischof von Saint Paul and Minneapolis, Harry Joseph Flynn, und der Bischof von Duluth, Paul David Sirba.
Am 18. Oktober 2021 ernannte ihn Papst Franziskus zum Bischof von Crookston. Die Amtseinführung erfolgte am 6. Dezember desselben Jahres.
Auf der Vollversammlung der Katholischen Bischofskonferenz der Vereinigten Staaten im Juni 2021 kündigte Cozzens als Vorsitzender des Evangelisierungsausschusses unter dem Titel „Eucharistic Revival“ ein landesweites Programm an, das am Fronleichnamstag 2022 offiziell startete und das Ziel verfolgt, die eucharistische Frömmigkeit in den USA zu erneuern, zu vertiefen und zu fördern, vor allem auf der Ebene der Familien, der Gemeinden und Diözesen.